# Baruch Goldstein
Baruch Goldstein (New York, 9 dicembre 1956 – Hebron, 25 febbraio 1994) è stato un terrorista e criminale statunitense-israeliano.

## Biografia
È l'autore del massacro di Hebron del 25 febbraio 1994, che causò la morte di 29 musulmani palestinesi riuniti in preghiera e il ferimento di altri 125. È stato ucciso dai superstiti del massacro.
Il governo israeliano ha condannato il massacro e ha risposto arrestando seguaci di Meir Kahane, dichiarando illegale il movimento Kach e i movimenti affiliati, vietando ad alcuni israeliani di entrare in città e vietando che gli israeliani residenti potessero girare armati, anche se ha respinto la richiesta dell'OLP per il disarmo di tutti i coloni israeliani in Cisgiordania.
La tomba di Goldstein è diventata un luogo di pellegrinaggio per gli estremisti ebrei. Nel 1999 l'esercito israeliano ha smantellato il santuario che era stato costruito per Goldstein presso il luogo della sua sepoltura. La lapide, con l'epitaffio che definisce Goldstein martire con le mani pulite e il cuore puro, è stata lasciata intatta.
Al funerale di Goldstein, il rabbino Yaacov Perrin ha affermato che un milione di arabi "non vale un'unghia ebrea". Il  rabbino Dov Lior di Kiryat Arba dichiarò che Goldstein era "più santo di tutti i martiri dell'Olocausto".

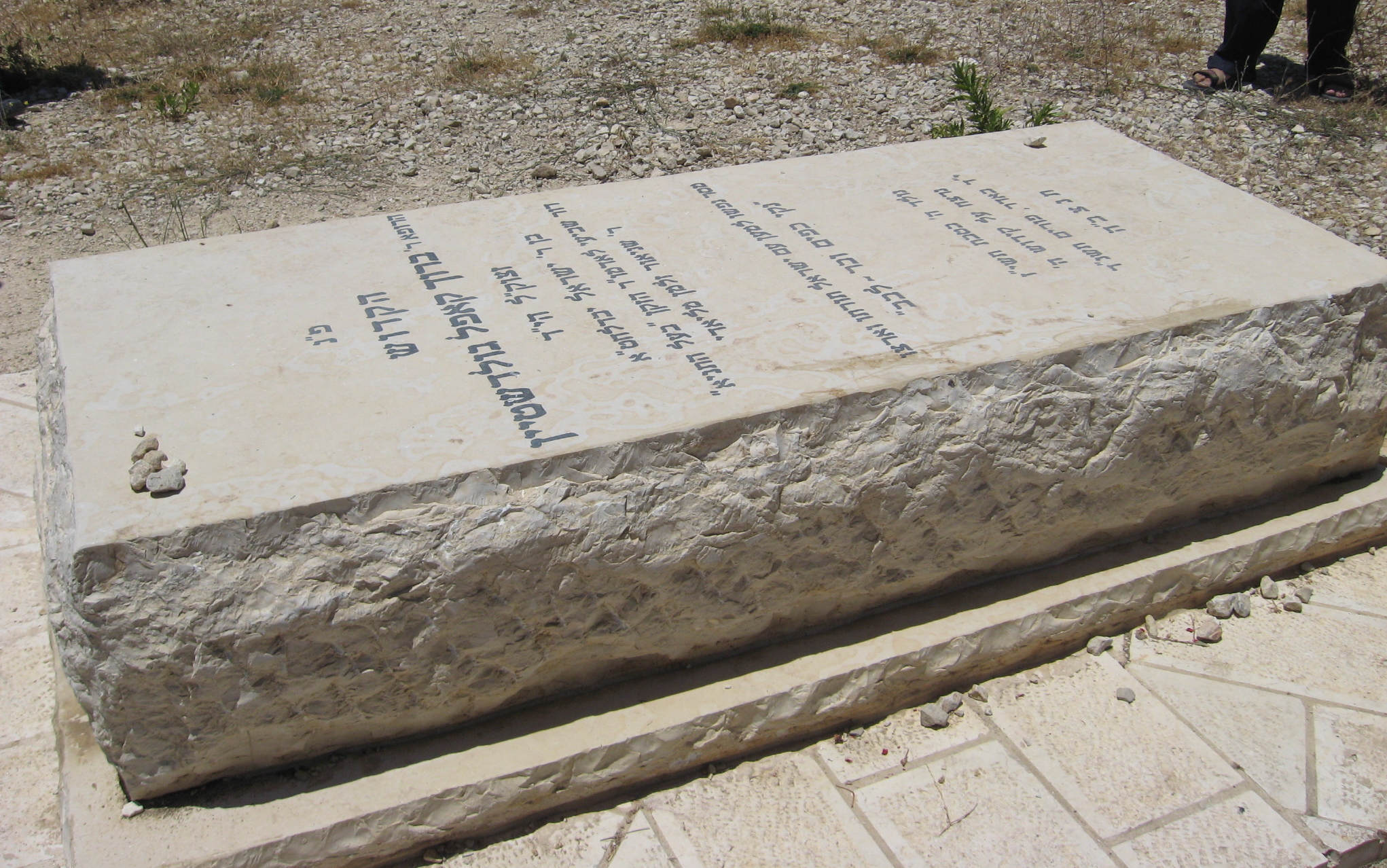
La tomba di Baruch Goldstein